# Günther Kaufmann
Günther Kaufmann (ur. 16 czerwca 1947 w Monachium, zm. 10 maja 2012 w Berlinie) – niemiecki aktor.

## Życiorys
Zmarł wieczorem 10 maja 2012 w wieku 64 lat, gdy na spacerze w Berlinie doznał ataku serca. Przechodnie i sanitariusze próbowali reanimować go na miejscu przez dwie godziny. Został pochowany na Cmentarzu Północnym w Monachium.

## Filmografia
- Baal (1970)
- Götter der Pest (1970)
- Das Kaffeehaus (1970)
- Warum läuft Herr R. Amok? (1970)
- Die Niklashauser Fahrt (1970)
- Rio das Mortes (1971)
- Pioniere in Ingolstadt (1971)
- Whity (1971)
- Ludwig – Requiem für einen jungfräulichen König (Syberberg, 1972)
- Der Sieger von Tambo (1973)
- 1 Berlin-Harlem (1974)
- Depressionen (1975)
- Mulligans Rückkehr (1977)
- In einem Jahr mit 13 Monden (1978)
- Die Ehe der Maria Braun (1979)
- Trzecia generacja (1979)
- Lola (1981)
- Heute spielen wir den Boß (1981)
- Die Sehnsucht der Veronika Voss (1982)
- Kamikaze 1989 (1982)
- Querelle (1982)
- Die wilden Fünfziger (1983)
- Otto – Der Film (1985)
- Whopper Punch 777 (1986)
- Beim nächsten Mann wird alles anders (1989)
- Römisches Intermezzo (1996)
- Dr. med. Mord (1998)
- Wie stark muß eine Liebe sein (1998)
- Mayday! Überfall auf hoher See (2001)
- Weisse Lilien (2007)
- Leroy (2007)
- Ich bin ein Star – Holt mich hier raus! (2009)
- Für meine Kinder tu' ich alles (2009)
- Mord ist mein Geschäft, Liebling (2009)
- Vicky – wielki mały wiking (2009)
- Jerry Cotton (2010)
- Homies (2011)
- Wickie auf großer Fahrt (2011)
- Türkisch für Anfänger – Der Film (2012)